# Оринџ (Њу Џерзи)
Оринџ (енгл. Orange) град је у америчкој савезној држави Њу Џерзи.

## Демографија
По попису из 2000. године број становника је 32.868.
| Група             | 2000.          | 2010.    |
| Белци             | 2.502 (7,6%)   | 0 (0,0%) |
| Афроамериканци    | 24.685 (75,1%) | 0 (0,0%) |
| Азијати           | 415 (1,3%)     | 0 (0,0%) |
| Хиспаноамериканци | 4.097 (12,5%)  | 0 (0,0%) |
| Укупно            | 32.868         | 0        |